# Ballesteros, Cagayan
Ballesteros là một đô thị hạng 4 ở tỉnh Cagayan, Philippines. Theo điều tra dân số năm 2000, đô thị này có dân số 27.534 người trong 2.270 hộ.

## Các khu phố (barangay)
Ballesteros được chia thành 19 khu phố (barangay).
| - Ammubuan - Baran - Cabaritan East - Cabaritan West - Cabayu - Cabuluan East - Cabuluan West - Centro East (Poblacion) - Centro West (Poblacion) - Fugu | - Mabuttal East - Mabuttal West - Nararagan - Palloc - Payagan East - Payagan West - San Juan - Santa Cruz - Zitanga |